# Overnight Delivery
Overnight Delivery es una comedia romántica de 1998 dirigida por Jason Bloom y fue clasificada PG-13 por MPAA.

## Trama
El personaje principal es Wyatt Trips (Paul Rudd), un estudiante universitario en Twin Cities College. Él cree que su novia de larga distancia, Kimberly Jasney (Christine Taylor), no le está siendo fiel. Como resultado él va a un club de estriptis donde se embriaga y decide enviarle una carta a su novia. Con la carta, él incluye una fotografía donde él y Ivy Miller (Reese Witherspoon), una estríper con quien traba amistad esa noche, fingen tener sexo. Trips pronto descubre que su novia no lo estaba engañando y tiene veinticuatro horas para recuperar el paquete antes que llegue a su novia. Wyatt y Ivy inician un viaje con la esperanza en obtener el paquete, pero se encuentran con muchos obstáculos en el camino, incluyendo a Hal Ipswich (Larry Drake), un cartero inocente pero muy estricto y decidido a que nada ni nadie evite que cumpla su trabajo.

## Elenco
- Paul Rudd como Wyatt Trips.
- Reese Witherspoon como Ivy Miller.
- Christine Taylor como Kimberly Jasney.
- Larry Drake como Hal Ipswich.
- Sarah Silverman como Turran.
- Stephen Yoakam como el líder de SWAT.
- Tobin Bell como John Dwayne Beezly.
- Buff Sedlackek como la profesora.
- Richard Cody
- Tim Mcniff
- Christie Ellis como Didi.
- Alex DelPriore como George.
- Nathan Frenzel como la mesera cantando.

## Producción

### Guion
La película fue escrita por Marc Sedaka, Steven Bloom. Kevin Smith hizo trabajo sin acreditar en la película, incluyendo un primer borrador del guion, cuando decidió que su nombre fuera eliminado del producto final. La película estuvo dirigida por Jason Bloom; esta fue su segunda película, siendo su primera Bio-Dome. Los productores incluyen a Roger Birbaum y Bradley Tenkel, y las compañías de producción a MPCA y Caravan Pictures. La película costó un total de diez millones de dólares para producirla y unos diez millones extra para publicidad. La película dura aproximadamente 87 minutos.

### Audiciones
Joey Lauren Adamas iba a rechazar su papel en Chasing Amy para interpretar a Ivy en esta película, pero perdió el papel con Reese Witherspoon. Kevin Smith-el novio de Adams en el momento-tiene un rencor documentado contra Witherspoon y citó un rumor durante el rodaje de la película.